# Eparchia di San Giovanni XXIII di Sofia

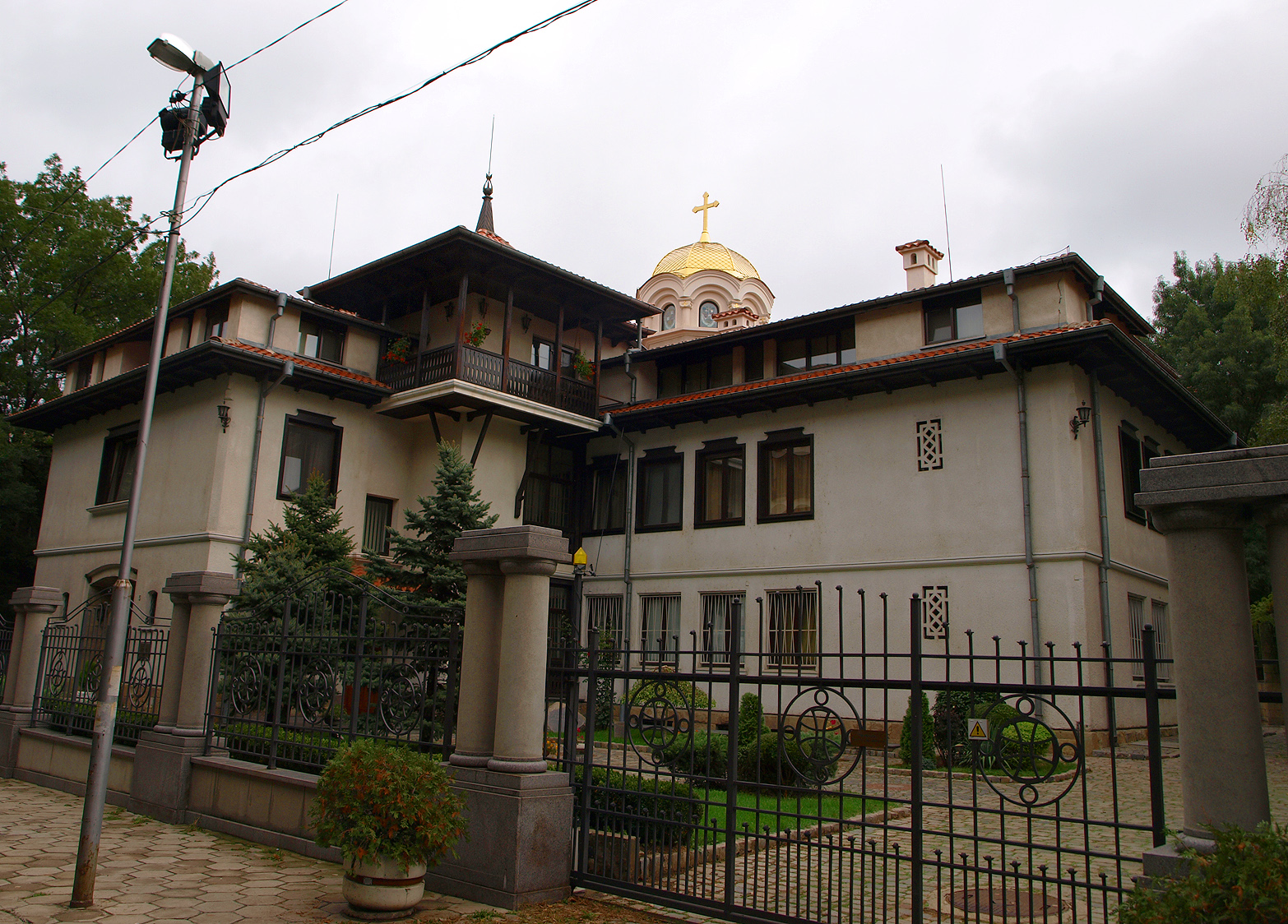
La sede vescovile

L'eparchia di San Giovanni XXIII di Sofia (in latino Eparchia Sancti Ioannis XXIII Sophiae pro fidelibus ritus byzantini slavorum) è una sede della Chiesa greco-cattolica bulgara immediatamente soggetta alla Santa Sede. Nel 2022 contava 10.000 battezzati. È retta dall'eparca Petko Valov.

## Territorio
L'eparchia estende la sua giurisdizione sui fedeli cattolici di rito bizantino dell'intera Bulgaria.
Sede dell'eparchia è la città di Sofia, dove si trova la cattedrale della Dormizione della Beata Vergine Maria.
Il territorio è suddiviso in 18 parrocchie.

## Storia
L'esarcato apostolico di Sofia per i fedeli di rito bizantino fu eretto nel 1926 ed era erede dei vicariati apostolici di Tracia e di Macedonia, istituiti nella seconda metà dell'Ottocento.
L'11 ottobre 2019 l'esarcato è stato elevato al rango di eparchia con la bolla Munere caritatis di papa Francesco e ha assunto il nome attuale.

## Cronotassi dei vescovi
Si omettono i periodi di sede vacante non superiori ai 2 anni o non storicamente accertati.
- Kyril Stefan Kurteff † (31 luglio 1926[2] - 30 maggio 1941 dimesso)
- Ivan Garufaloff, C.R. † (6 luglio 1942[3] - 7 agosto 1951 deceduto)
- Kyril Stefan Kurteff † (27 aprile 1951 - 9 marzo 1971 deceduto) (per la seconda volta)
- Metodi Dimitrov Stratiev, A.A. † (9 marzo 1971 succeduto - 5 settembre 1995 ritirato)
- Hristo Projkov (5 settembre 1995 succeduto - 8 aprile 2024 ritirato)
- Petko Valov, dall'8 aprile 2024

## Statistiche
L'eparchia nel 2022 contava 10.000 battezzati.
| anno | popolazione | popolazione | popolazione | presbiteri | presbiteri | presbiteri | presbiteri                | diaconi | religiosi | religiosi | parrocchie |
| anno | battezzati  | totale      | %           | numero     | secolari   | regolari   | battezzati per presbitero | diaconi | uomini    | donne     | parrocchie |
| ---- | ----------- | ----------- | ----------- | ---------- | ---------- | ---------- | ------------------------- | ------- | --------- | --------- | ---------- |
| 1969 | ?           | 8.500.000   | ?           | 8          | 8          |            | 0                         |         |           | 21        | 20         |
| 1988 | 15.000      | ?           | ?           | 20         | 12         | 8          | 750                       |         | 16        | 40        | 18         |
| 1999 | 15.000      | ?           | ?           | 16         | 6          | 10         | 937                       |         | 10        | 39        | 20         |
| 2000 | 15.000      | ?           | ?           | 15         | 5          | 10         | 1.000                     |         | 10        | 40        | 20         |
| 2001 | 15.000      | ?           | ?           | 17         | 5          | 12         | 882                       |         | 14        | 40        | 20         |
| 2002 | 15.000      | ?           | ?           | 18         | 5          | 13         | 833                       |         | 15        | 40        | 10         |
| 2003 | 10.000      | ?           | ?           | 19         | 5          | 14         | 526                       |         | 14        | 40        | 10         |
| 2004 | 10.000      | ?           | ?           | 21         | 6          | 15         | 476                       |         | 15        | 40        | 21         |
| 2009 | 10.000      | ?           | ?           | 21         | 5          | 16         | 476                       |         | 20        | 38        | 21         |
| 2010 | 10.000      | ?           | ?           | 22         | 6          | 17         | 434                       |         | 21        | 39        | 22         |
| 2013 | 10.000      | ?           | ?           | 20         | 4          | 16         | 500                       |         | 18        | 37        | 13         |
| 2016 | 10.000      | ?           | ?           | 17         | 4          | 13         | 588                       |         | 15        | 27        | 16         |
| 2019 | 10.000      | ?           | ?           | 16         | 3          | 13         | 625                       |         | 14        | 25        | 16         |
| 2020 | 10.000      | ?           | ?           | 17         | 3          | 14         | 588                       |         | 15        | 25        | 17         |
| 2022 | 10.000      | ?           | ?           | 18         | 5          | 13         | 555                       |         | 14        | 22        | 18         |